# Manuscritos de Dvůr Králové y de Zelená Hora

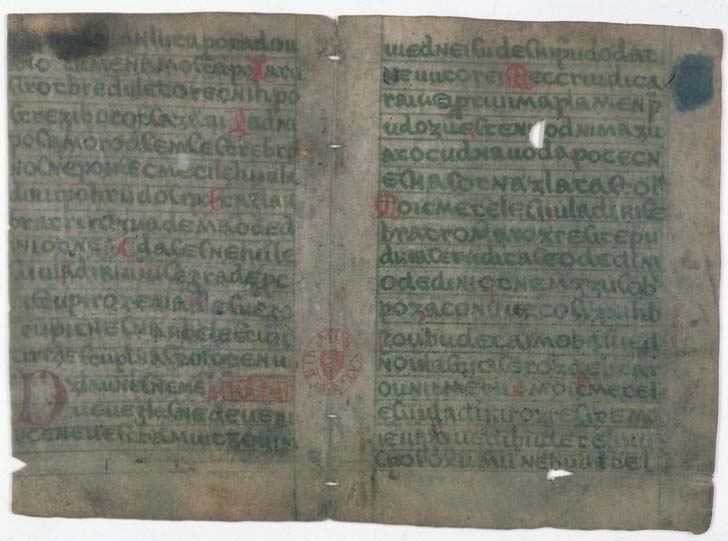
Páginas 4 y 5 del manuscrito Zelená Hora

Los manuscritos Dvůr Králové y Zelená Hora (en checo: Rukopis královédvorský, RK; y Rukopis zelenohorský, RZ), también denominados como el manuscrito de la Corte de la Reina y el manuscrito de la montaña Verde, son dos pretendidos manuscritos medievales de poesía en checo antiguo, que resultaron ser falsificaciones literarias.
Desde que se presentaron hubo sospechas sobre su autenticidad, especialmente en el caso del segundo manuscrito. Josef Dobrovský y otros manifestaron estas dudas, pero la falsedad de ambos escritos no se estableció definitivamente hasta 1886, cuando se publicó una serie de artículos en la revista Athenaeum dirigida por el político Tomáš Masaryk con pruebas concluyentes.

## Los dos manuscritos
El primer manuscrito es citado con la abreviatura RK, en referencia a su nombre en checo (Rukopis královédvorský); y el segundo se cita como RZ. También se usa el acrónimo RKZ para referirse simultáneamente a ambos manuscritos.

### El manuscrito de la Corte de la Reina
Respecto al primer manuscrito, el Dvůr Králové, también  conocido como el "manuscrito de la Corte de la Reina", Václav Hanka afirmaba haberlo descubierto en 1817 en la localidad bohemia de Dvůr Králové nad Labem (Corte de la Reina). Los textos originales escritos en checo antiguo fueron publicados por Hanka en 1818, y una versión alemana apareció al año siguiente.

### El manuscrito de la montaña Verde
El segundo documento, que finalmente sería conocido como el manuscrito Zelená Hora o "manuscrito de la montaña Verde", apareció en 1819, y recibió el nombre del castillo en el que presuntamente se descubrió.
El documento había sido enviado anónimamente por correo en 1818 al conde Franz Kolowrat-Liebsteinsky, al Museo Nacional de Bohemia. El conde era un alto dignatario (Oberst-Burggraf) de Praga, y uno de los valedores del museo recientemente fundado.
Posteriormente se reveló que el remitente era un tal Josef Kovář, que había servido como asistente del conde Colloredo. Este conde era el dueño del Castillo de Zelená Hora ("Castillo de la Montaña Verde"), y Kovář presuntamente descubrió el manuscrito en el castillo de su patrón en Nepomuk en 1817.
No sería hasta 1858-1859 cuando el papel de Kovář en esta historia fue públicamente revelado, gracias a una investigación realizada por Václav Vladivoj Tomek. A pesar de que Kovář había muerto hacia 1834, Tomek encontró un testigo de la trama, el Padre Krolmus. En esta época, el manuscrito hasta entonces denominado Libušin soud (por uno de sus poemas), pasó a ser conocido por el nombre de Rukopis zelenohorský o "manuscrito de la montaña Verde".

## Contenido
Rukopis královédvorský, el primer manuscrito supuestamente descubierto, contenía 14 poemas: 6 épicos, 2 líricos, y 8 canciones de amor. Záboj y Slavoj, dos guerreros poetas inventados relataban los poemas épicos.
El Rukopis zelenohorský contenía dos poemas, el "Sněmy" ("Las Asambleas") y "Libušin soud" (El veredicto de "Lubuša").

## Traducciones
Una edición multilingüe del Rukopis Kralodvorský (con otros poemas) apareció en 1843. Este texto sirvió de base a John Bowring para la traducción inglesa.
Más adelante, algunos de los poemas de los manuscritos de la "Corte de la Reina" y de "El Veredicto de Lubuša" fueron traducidos al inglés por Albert Henry Wratislaw y publicados en 1852.

## Respuesta
Cuando  apareció el primer manuscrito, el descubrimiento fue anunciado como una novedad importante. Pero cuando apareció el segundo, Josef Dobrovský lo calificó de falsificación y Jernej Kopitar secundó esta opinión, acusando a Hanka de ser el autor del fraude. Pero muchos de los escritores checos importantes de la época apoyaban la autenticidad de los manuscritos, como el compilador de un diccionario y autor de una historia de la literatura checa, Josef Jungmann, el escritor Čelakovský, el historiador Palacký, o el poeta y folclorista Erben.
En Inglaterra, John Bowring, conocido como traductor de poesía eslava, mantuvo contactos con ambos bandos. Cuando inició la búsqueda de material checo de referencia, consultó a Kopitar, quien le recomendó a Dobrovský para que le hiciera una lista. Posteriormente, Čelakovský supo de esta lista, confeccionó su lista propia, y acabó convirtiéndose en un colaborador cercano de Bowring, enviándole material con comentarios en alemán para que pudiera trabajar sobre ellos. Bowring (como parte de las correcciones para la publicación atrasada de la antología de poesía checa) escribió un artículo en la Revisión Trimestral Extranjera en 1828, en el que presentaba el caso de forma equitativamente para las dos partes.
Albert Henry Wratislaw en su traducción de 1852, dejó constancia de que era bien consciente de la controversia, pero señalando que los escépticos no habían resuelto el caso.
En 1859 los qúimicos Vojtěch Šafařík y Antonín Bělohoubek realizaron un detallado análisis químico de los manuscritos, y detectaron la presencia en el texto de azul de Prusia (desconocido hasta el siglo XVIII), por lo que concluyeron que los documentos eran falsos, y que su pretendida datación en el año 1200 era un bulo literario.
Alois Vojtěch Šembera escribió un libro en 1879 que contenía el poema "Libušin soud"  (del segundo manuscrito) denunciándolo como un fraude, señalando a Josef Linda como su creador.
La autenticidad de ambos manuscritos no fue rebatida concluyentemente hasta los años 1880, cuando aparecieron numerosos artículos escritos independientemente que cuestionaban su veracidad. Entre los escépticos figuraba Tomáš Masaryk, que utilizó su revista, Atheneum, para publicar una sólida documentacíon sobre literatura checa en la que apoyó sus puntos de vista. El lingüista Jan Gebauer escribió un artículo que echaba por tierra la autenticidad de los manuscritos en febrero de 1886, y Masaryk en otro artículo posterior señaló que se podía probar que los poemas habían sido "reelaborados desde el checo moderno al checo antiguo", para lo que analizó la métrica y se valió de determinadas evidencias gramaticales.
Mientras tanto, los manuscritos eran generalmente considerados románticamente como un temprano logro literario checo, con épica y poesía lírica precediendo incluso a los relatos de los Nibelungos. Eran también interpretados como una evidencia de que la primitiva sociedad checa había abrazado principios democráticos. Por lo tanto, cuando el historiador František Palacký (1798-1876) escribió su historia checa, se basó parcialmente en estos manuscritos que dio por auténticos, describiendo una lucha romántica de los eslavos contra el orden social germánico (no democrático). De igual forma, el relato compuesto por Palacký basándose en los manuscritos, también serviría a los checos para reclamar sus pretendidos derechos sobre Bohemia.
Los nacionalistas pan-eslavos vieron en los manuscritos un símbolo de conciencia nacional.
Se produjo un enfrentamiento entre aquellos que insistían en que el documento era genuino y aquellos que lo veían como un fraude. El debate sobre la autenticidad de estos manuscritos ocupó la política checa durante más de un siglo, y hubo voces que defendieron la autenticidad de los poemas hasta el inicio de la Segunda Guerra Mundial.
Václav Hanka, el descubridor del primer manuscrito, y su amigo y camarada Josef Linda han sido generalmente considerados como los falsificadores de los poemas, pero ellos nunca confesaron haberlos escrito, y no se han hallado pruebas irrefutables de que fueran los autores.